# Lista över fornlämningar i Enköpings kommun (Lillkyrka)
Lista över fornlämningar i Enköpings kommun (Lillkyrka) är en förteckning av ett urval av de fornlämningar som finns i Lillkyrka i Enköpings kommun.
| Namn                      | Lämningstyp                 | Tillkomsttid | Historisk indelning | Plats | Läge                 | ID-nr          | Bild                                      |
| ------------------------- | --------------------------- | ------------ | ------------------- | ----- | -------------------- | -------------- | ----------------------------------------- |
| Lillkyrka 1:1             | Runristning                 |              | Lillkyrka, Uppland  |       | 59.566342, 17.274001 | 10025400010001 | Ladda upp en bild av detta fornminne      |
| Lillkyrka 2:1             | Gravfält                    |              | Lillkyrka, Uppland  |       | 59.566830, 17.273035 | 10025400020001 | Ladda upp en bild av detta fornminne      |
| Lillkyrka 3:1             | Runristning                 |              | Lillkyrka, Uppland  |       | 59.566257, 17.241555 | 10025400030001 | Ladda upp en till bild av detta fornminne |
| Lillkyrka 4:1             | Hög                         |              | Lillkyrka, Uppland  |       | 59.565765, 17.248622 | 10025400040001 | Ladda upp en bild av detta fornminne      |
| Lillkyrka 5:1             | Stensättning                |              | Lillkyrka, Uppland  |       | 59.567390, 17.261590 | 10025400050001 | Ladda upp en bild av detta fornminne      |
| Lillkyrka 5:2             | Stensättning                |              | Lillkyrka, Uppland  |       | 59.567787, 17.261024 | 10025400050002 | Ladda upp en bild av detta fornminne      |
| Lillkyrka 6:1             | Stensättning                |              | Lillkyrka, Uppland  |       | 59.557789, 17.269974 | 10025400060001 | Ladda upp en bild av detta fornminne      |
| Finnhögen (Lillkyrka 7:1) | Hög                         |              | Lillkyrka, Uppland  |       | 59.552198, 17.258458 | 10025400070001 | Ladda upp en bild av detta fornminne      |
| Lillkyrka 8:1             | Gravfält                    |              | Lillkyrka, Uppland  |       | 59.552781, 17.260530 | 10025400080001 | Ladda upp en bild av detta fornminne      |
| Lillkyrka 10:1            | Stensättning                |              | Lillkyrka, Uppland  |       | 59.573736, 17.257856 | 10025400100001 | Ladda upp en bild av detta fornminne      |
| Lillkyrka 11:1            | Stensättning                |              | Lillkyrka, Uppland  |       | 59.572784, 17.248685 | 10025400110001 | Ladda upp en bild av detta fornminne      |
| Lillkyrka 12:1            | Stensättning                |              | Lillkyrka, Uppland  |       | 59.572573, 17.254217 | 10025400120001 | Ladda upp en bild av detta fornminne      |
| Lillkyrka 14:1            | Stensättning                |              | Lillkyrka, Uppland  |       | 59.551832, 17.244830 | 10025400140001 | Ladda upp en bild av detta fornminne      |
| Lillkyrka 15:1            | Gravfält                    |              | Lillkyrka, Uppland  |       | 59.566915, 17.230748 | 10025400150001 | Ladda upp en bild av detta fornminne      |
| Lillkyrka 16:1            | Grav markerad av sten/block |              | Lillkyrka, Uppland  |       | 59.566005, 17.232720 | 10025400160001 | Ladda upp en bild av detta fornminne      |
| Lillkyrka 16:2            | Grav markerad av sten/block |              | Lillkyrka, Uppland  |       | 59.566083, 17.232696 | 10025400160002 | Ladda upp en bild av detta fornminne      |
| Lillkyrka 16:3            | Grav markerad av sten/block |              | Lillkyrka, Uppland  |       | 59.566149, 17.232692 | 10025400160003 | Ladda upp en bild av detta fornminne      |
| Lillkyrka 17:1            | Grav markerad av sten/block |              | Lillkyrka, Uppland  |       | 59.565412, 17.236528 | 10025400170001 | Ladda upp en bild av detta fornminne      |
| Lillkyrka 17:2            | Stensättning                |              | Lillkyrka, Uppland  |       | 59.565511, 17.236654 | 10025400170002 | Ladda upp en bild av detta fornminne      |
| Lillkyrka 19:1            | Gravfält                    |              | Lillkyrka, Uppland  |       | 59.555067, 17.257296 | 10025400190001 | Ladda upp en bild av detta fornminne      |
| Lillkyrka 20:1            | Gravfält                    |              | Lillkyrka, Uppland  |       | 59.554886, 17.271240 | 10025400200001 | Ladda upp en bild av detta fornminne      |
| Lillkyrka 22:1            | Gravfält                    |              | Lillkyrka, Uppland  |       | 59.561166, 17.237604 | 10025400220001 | Ladda upp en bild av detta fornminne      |
| Lillkyrka 23:1            | Stensättning                |              | Lillkyrka, Uppland  |       | 59.561339, 17.238742 | 10025400230001 | Ladda upp en bild av detta fornminne      |
| Lillkyrka 24:1            | Gravfält                    |              | Lillkyrka, Uppland  |       | 59.565669, 17.231677 | 10025400240001 | Ladda upp en bild av detta fornminne      |
| Lillkyrka 26:1            | Hög                         |              | Lillkyrka, Uppland  |       | 59.558518, 17.244722 | 10025400260001 | Ladda upp en bild av detta fornminne      |
| Lillkyrka 27:1            | Stensättning                |              | Lillkyrka, Uppland  |       | 59.573012, 17.251894 | 10025400270001 | Ladda upp en bild av detta fornminne      |
| Lillkyrka 28:1            | Stensättning                |              | Lillkyrka, Uppland  |       | 59.570343, 17.250262 | 10025400280001 | Ladda upp en bild av detta fornminne      |
| Lillkyrka 28:2            | Stensättning                |              | Lillkyrka, Uppland  |       | 59.570644, 17.250042 | 10025400280002 | Ladda upp en bild av detta fornminne      |
| Lillkyrka 28:3            | Stensättning                |              | Lillkyrka, Uppland  |       | 59.570789, 17.249819 | 10025400280003 | Ladda upp en bild av detta fornminne      |
| Lillkyrka 28:4            | Stensättning                |              | Lillkyrka, Uppland  |       | 59.570560, 17.250171 | 10025400280004 | Ladda upp en bild av detta fornminne      |
| Lillkyrka 30:1            | Hällristning                |              | Lillkyrka, Uppland  |       | 59.556105, 17.217759 | 10025400300001 | Ladda upp en bild av detta fornminne      |
| Lillkyrka 31:1            | Hällristning                |              | Lillkyrka, Uppland  |       | 59.568913, 17.221947 | 10025400310001 | Ladda upp en bild av detta fornminne      |
| Lillkyrka 33:1            | Stensättning                |              | Lillkyrka, Uppland  |       | 59.552847, 17.258720 | 10025400330001 | Ladda upp en bild av detta fornminne      |
| Lillkyrka 33:2            | Stensättning                |              | Lillkyrka, Uppland  |       | 59.552602, 17.258650 | 10025400330002 | Ladda upp en bild av detta fornminne      |
| Lillkyrka 33:3            | Stensättning                |              | Lillkyrka, Uppland  |       | 59.552450, 17.258609 | 10025400330003 | Ladda upp en bild av detta fornminne      |
| Lillkyrka 35:1            | Stensättning                |              | Lillkyrka, Uppland  |       | 59.556635, 17.256052 | 10025400350001 | Ladda upp en bild av detta fornminne      |
| Lillkyrka 39:1            | Stensättning                |              | Lillkyrka, Uppland  |       | 59.565647, 17.235376 | 10025400390001 | Ladda upp en bild av detta fornminne      |
| Lillkyrka 40:1            | Stensättning                |              | Lillkyrka, Uppland  |       | 59.568241, 17.248966 | 10025400400001 | Ladda upp en bild av detta fornminne      |
| Lillkyrka 41:1            | Stensättning                |              | Lillkyrka, Uppland  |       | 59.568713, 17.253855 | 10025400410001 | Ladda upp en bild av detta fornminne      |
| Lillkyrka 43:1            | Stensättning                |              | Lillkyrka, Uppland  |       | 59.573808, 17.236167 | 10025400430001 | Ladda upp en bild av detta fornminne      |
| Lillkyrka 44:1            | Stensättning                |              | Lillkyrka, Uppland  |       | 59.565058, 17.236229 | 10025400440001 | Ladda upp en bild av detta fornminne      |
| Lillkyrka 45:1            | Stensättning                |              | Lillkyrka, Uppland  |       | 59.578257, 17.250283 | 10025400450001 | Ladda upp en bild av detta fornminne      |
| Lillkyrka 47              | Stensättning                |              | Lillkyrka, Uppland  |       | 59.553327, 17.262074 | 12000000109804 | Ladda upp en bild av detta fornminne      |